# 大堡镇 (康县)
大堡镇，是中华人民共和国甘肃省陇南市康县下辖的一个乡镇级行政单位。

## 行政区划
大堡镇下辖以下地区：
社区、管沟村、大城村、朱家坝村、四合村、庄子村、街道村、宋坝村、黄山村、何家沟村、郭湾村、安场村、漆树沟村、孙家沟村、大方山村、巩庄村、巩集村和蔡坝村。